# Галушка Микола Федорович
Мико́ла Фе́дорович Галу́́шка (14 травня 1939, Рашівка, Полтавської області — 18 червня 1987, Рашівка) — український фотограф, художник плакатної графіки. Його фотографії ілюструють побутове життя селян УРСР середини XX століття.  

## Життєпис
Народився в селі Рашівка в багатодітній родині (5 дітей). Закінчивши 10 класів Рашівської школи (ниніiyz Рашівська ЗОШ I-III ступенів), середню освіту отримав у Гадяцькому культурно-освітньому технікумі (1960), нині Гадяцький коледж культури і мистецтв імені І. П. Котляревського за спеціальністю бібліотекар. Пізніше заочно закінчив Харківський Державний Бібліотечний інститут, нині Харківська державна академія культури.
Відпрацювавши кілька років за направленням у селі Велика Багачка Миргородського району, переїхав до Рашівки і почав працювати бібліотекарем у Рашівській середній школі.
1962 року одружився з Тетяною Іванівною Цілуйко, 1963 року у них народилася донька Галина, 1976 року — син Сергій.

## Творчість
Фотографуванням почав захоплюватися ще в студентські роки. Не маючи спеціальної освіти, самотужки вивчив правила композиційної побудови кадру, принципи роботи різних фотокамер, проявки плівки, змішування реактивів та інші необхідні навички.
Головним об'єктом більшості знімків фотографа є щоденне побутове життя у рідному селі митця — Рашівці. Домашня фотолабораторія була облаштована в одній із хатніх кімнат. Фотокамери, з якими працював були напівпрофсійними: ФЕД, Киев, Зенит, Зоркий, двохоб'єктивна середньоформатна фотокамера «Любитель».
В часи розквіту плакатного жанру мистецтва Микола Федорович також освоїв техніку володіння пером і працював художником з розпису плакатів.
В Рашівській школі заснував гурток учнів-фотолюбителів. Завдяки яким залишилося кількасот унікальних фотографій людей та подій, які яскраво ілюструють життя селян 50-80-х років XX століття.

## Виставки робіт
Роботи Миколи Федоровича експонуються в Аптеці-музеї в Рашівці, бібліотеці, приватному зібранні сина фотографа. 

## Книги-альбоми
- 2019 — «Рашівський фотограф Микола Галушка».